# Ixodes tanuki
Ixodes tanuki är en fästingart som beskrevs av Saito 1964. Ixodes tanuki ingår i släktet Ixodes och familjen hårda fästingar. Inga underarter finns listade i Catalogue of Life.